# Changma
Changma är en köping i nordvästra Kina. Den ligger i Yumen i  staden Jiuquan i provinsen Gansu, omkring 750 kilometer nordväst om provinshuvudstaden Lanzhou. Antalet invånare är 3 970. Befolkningen består av 1 896 kvinnor och 2 074 män. Barn under 15 år utgör 16,0 %, vuxna 15-64 år 78 %, och äldre över 65 år 5,0 %.